# Hiraki Yoshiki
Yoshiki Hiraki (sinh ngày 17 tháng 10 năm 1986) là một cầu thủ bóng đá người Nhật Bản.

## Sự nghiệp câu lạc bộ
Yoshiki Hiraki đã từng chơi cho Nagoya Grampus, Roasso Kumamoto, Shonan Bellmare, Blaublitz Akita và Vonds Ichihara.